# Nahuelonyx nasutus
Genre
Espèce
Synonymes
- Diasia nasuta Ringuelet, 1959

Nahuelonyx nasutus, unique représentant du genre Nahuelonyx, est une espèce d'opilions laniatores de la famille des Triaenonychidae.

## Distribution
Cette espèce se rencontre en Argentine dans l'Ouest des provinces du Río Negro et de Neuquén et au Chili dans les régions des Lacs, des Fleuves et d'Araucanie.

## Description
Le mâle décrit par Maury en 1988 mesure 4,22 mm et la femelle 4,93 mm.

## Systématique et taxinomie
Cette espèce a été décrite sous le protonyme Diasia nasuta par Ringuelet en 1959. Elle est placée dans le genre Nahuelonyx par Maury en 1988.

## Publications originales
- Ringuelet, 1959 : « Los arácnidos argentinos del orden Opiliones. » Revista del Museo Argentino de Ciencias Naturales Bernardino Rivadavia, Ciencias Zoologicas, vol. 5, no 2, p. 127-439.
- Maury, 1988 : « Triaenonychidae sudamericanos III. Descripción de los nuevos generos Nahuelonyx y Valdivionyx (Opiliones, Laniatores). » The Journal of Arachnology, vol. 16, no 1, p. 71–83 (texte intégral).